# مدال ادینگتون

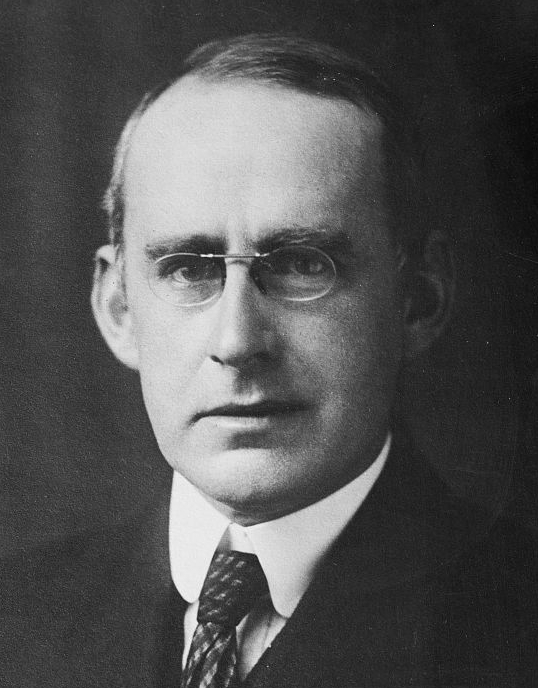
پرتره‌ای از آرتور استنلی ادینگتون. مدال ادینگتون، از نام او برگزیده شده‌است.

مدال ادینگتون مدالی است که از روی نام آرتور استنلی ادینگتون نامگذاری شده و توسط انجمن سلطنتی اخترشناسان بریتانیا به کسانی که پژوهش های برجسته و ارزنده در زمینه اخترفیزیک انجام بدهند داده می‌شود.

## فهرستی از دریافت کنندگان مدال ادینگتون
- ۱۹۵۳  ژرژ لومتر
- ۱۹۵۵  هندریک کریستوفل وان د هالست
- ۱۹۵۸  هوراس ولکام بابکوک
- ۱۹۵۹  جیمز استنلی هی
- ۱۹۶۰  رابرت دسکورت آتکینسون
- ۱۹۶۱  هانس بته
- ۱۹۶۲  آندره لالماند
- ۱۹۶۳  آلان سانداژ، مارتین چوارتسچایلد
- ۱۹۶۴  هربرت فریدمن، ریچارد توزی
- ۱۹۶۵  رابرت پوند، گلن ا. ربکا
- ۱۹۶۶  روپرت ویلدت
- ۱۹۶۷  رابرت ف. کریستی
- ۱۹۶۸  رابرت هانبوری براون، ریچارد ک. توئیس
- ۱۹۶۹  آنتونی هویش
- ۱۹۷۰  چوشیرو هیاشی
- ۱۹۷۱  دسماند کینگ هله
- ۱۹۷۲  پائول لدوکس
- ۱۹۷۵  استیون هاوکینگ، راجر پنروز
- ۱۹۷۸  ویلیام آلفرد فولر
- ۱۹۸۱  جیم پیبلز
- ۱۹۸۴  دونالد لیندن بل
- ۱۹۸۷  بوهدان پاکزینسکی
- ۱۹۹۰  ایکو ایبن
- ۱۹۹۳  لئون مستل
- ۱۹۹۶  آلان گوت
- ۱۹۹۹ راجر بلندفورد
- ۲۰۰۲ داگلاس گاف
- ۲۰۰۵  بایگانی‌شده  در ۳۰ ژانویه ۲۰۰۹ توسط Wayback Machine رودولف کیپنهان
- ۲۰۰۷  بایگانی‌شده  در ۴ فوریه ۲۰۱۰ توسط Wayback Machine ایگور نوویکوف
- ۲۰۰۹  جیم پرینگل